# إزالة الآثار الكونفدرالية والنصب التذكارية

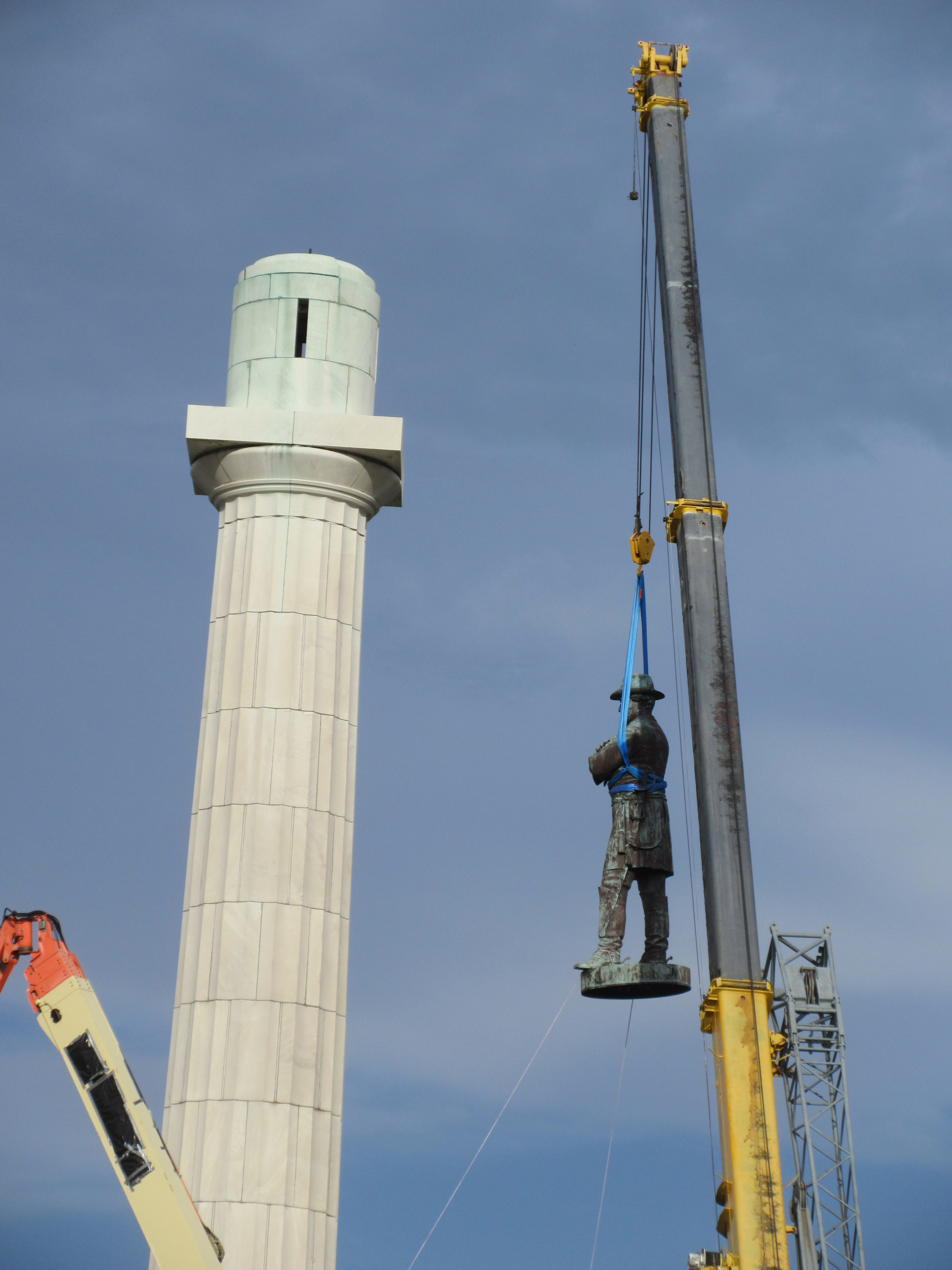
تتم إزالة تمثال روبرت إي لي في لي سيركل نيو أورليانز من أعلى العمود.

إزالة الآثار الكونفدرالية والنصب التذكارية هي عملية مستمرة في الولايات المتحدة منذ الستينيات. قامت العديد من البلديات في الولايات المتحدة بإزالة الآثار والنصب التذكارية من الممتلكات العامة المخصصة لـ الولايات الكونفدرالية الأمريكية، وبعضها مثل سايلنت سام في نورث كارولينا تم هدمها من قبل المتظاهرين. زاد الزخم لإزالة النصب التذكارية الكونفدرالية بشكل كبير في أعقاب الأحداث البارزة بما في ذلك إطلاق النار في كنيسة تشارلستون (2015)، وحشد توحيد اليمين (2017)، ومقتل جورج فلويد (2020). كانت عمليات الإزالة مدفوعة بالاعتقاد بأن الآثار تمجد التفوق الأبيض، وتخليد ذكرى حكومة خائنة غير معترف بها، كانت الكونفدرالية التي كان مبدأها التأسيسي هو إدامة وتوسيع العبودية، وأن وجود هذه النصب التذكارية الكونفدرالية بعد أكثر من مائة عام من هزيمة الكونفدرالية، يستمر حرمان الأمريكيين من أصل أفريقي وعزلهم.
تم بناء الغالبية العظمى من هذه الآثار الكونفدرالية خلال حقبة قوانين جيم كرو من 1877 إلى 1964. يدعي المنتقدون أنها لم تُبنى كنصب تذكارية ولكن كوسيلة لترهيب الأمريكيين من أصل أفريقي وإعادة تأكيد تفوق البيض بعد الحرب الأهلية. وهكذا أصبحت الآثار مسيسة إلى حد كبير. وفقًا لإلينور هارفي أمينة متحف سميثسونيان للفنون الأمريكية وباحثة في تاريخ الحرب الأهلية: «إذا كان القوميون البيض والنازيون الجدد يدعون الآن أن هذا جزء من تراثهم، فقد اختاروا تلك الصور وتلك تماثيل تفوق القدرة على تحييدها مرة أخرى». في رد فعل مضاد على حركة إزالة الآثار الكونفدرالية أصدرت بعض الولايات الجنوبية قوانين للولاية تقيد أو تحظر إزالة أو تغيير المعالم العامة.
كجزء من الاحتجاجات التي أعقبت مقتل جورج فلويد في عام 2020، كانت هناك موجة جديدة من إزالة الآثار الكونفدرالية. تم خرق قانون ألاباما الذي يحظر إزالة الآثار التاريخية من قبل عمدة برمنغهام ألاباما، ومجلس مدينة أنيستون ألاباما، وآخرين غيرها. قال العمدة إن عقوبة الغرامة كانت مفضلة على الاضطرابات التي ستتبعها إذا لم يتم إزالتها. أزال حاكم ولاية كارولينا الشمالية لأسباب تتعلق بالسلامة العامة ثلاثة آثار كونفدرالية في مبنى الكابيتول بولاية نورث كارولينا، وكان المجلس التشريعي قد جعل إزالتها أمرًا غير قانوني. قال الجيش الأمريكي إنه سيعيد تسمية فورت براج وقواعده العسكرية الأخرى التي تحمل اسم جنرالات الكونفدرالية. حظرت البحرية الأمريكية ومشاة البحرية الأمريكية عرض علم الكونفدرالية، حتى كملصقات ممتصة للصدمات على السيارات الخاصة في القاعدة، كما تبع ذلك موجة من إعادة تصنيف منتجات الشركات. خلال احتجاجات جورج فلويد امتدت حملة إزالة الآثار إلى خارج الولايات المتحدة، تم إزالة أو تدمير العديد من التماثيل والأعمال الفنية العامة الأخرى المتعلقة بتجارة الرقيق عبر المحيط الأطلسي والاستعمار الأوروبي حول العالم.

## خلفية
تم بناء معظم المعالم الكونفدرالية المعنية في فترات الصراع العنصري، مثل عندما تم إدخال قوانين جيم كرو في أواخر القرن التاسع عشر وبداية القرن العشرين أو خلال حركة الحقوق المدنية في الخمسينيات والستينيات. تزامنت هاتان الفترتان أيضًا مع الذكرى الخمسين والذكرى المئوية للحرب الأهلية الأمريكية. حدثت ذروة بناء آثار الحرب الأهلية بين أواخر تسعينيات القرن التاسع عشر حتى عام 1920، مع ذروة ثانية أصغر في أواخر الخمسينيات إلى منتصف الستينيات.
وفقًا للمؤرخ جين دايلي من جامعة شيكاغو في كثير من الحالات لم يكن الغرض من الآثار هو الاحتفال بالماضي ولكن بدلاً من ذلك لتعزيز «مستقبل تفوق البيض». مؤرخ آخر هو كارين كوكس من جامعة نورث كارولينا في شارلوت كتب أن الآثار هي «إرث من حقبة العنصرية الوحشية جيم كرو». صرح مؤرخ من جامعة نورث كارولينا في تشابل هيل هو جيمس ليلوديس أن «ممولي هذه الآثار وداعميها صريحون جدًا في أنهم يحتاجون إلى تعليم سياسي وشرعية لعصر جيم كرو وحق الرجال البيض في القاعدة».
صرح آدم جودهارت مؤلف الحرب الأهلية ومدير مركز ستار في كلية واشنطن في ناشيونال جيوغرافيك: «إنها قطع أثرية من القرن العشرين بمعنى أن الكثير منها يتعلق برؤية الوحدة الوطنية التي احتضنت الجنوبيين على أنهم وكذلك الشماليين، ولكن الأهم من ذلك أنهم ما زالوا مستبعدين للسود».

## التاريخ
تميزت عمليات الإزالة بالأحداث في لويزيانا وفيرجينيا في غضون عامين. في لويزيانا بعد إطلاق النار على كنيسة تشارلستون عام 2015 أزالت مدينة نيو أورليانز النصب التذكارية الكونفدرالية بعد ذلك بعامين. بعد بضعة أشهر في أغسطس 2017 تم إعلان حالة الطوارئ في ولاية فرجينيا بعد أن تحولت مسيرة حاشدة مع اليمين ضد إزالة تمثال روبرت إدوارد لي في شارلوتسفيل إلى أعمال عنف.
وتلت أحداث أخرى في جميع أنحاء الولايات المتحدة. في بالتيمور على سبيل المثال تمت إزالة التماثيل الكونفدرالية في المدينة ليلة 15-16 أغسطس 2017. قالت العمدة كاثرين بوغ إنها أمرت بإزالة التماثيل الليلية حفاظًا على السلامة العامة. وبالمثل في ليكسينغتون كنتاكي طلب العمدة جيم جراي من مجلس المدينة في 16 أغسطس 2017 الموافقة على نقل تمثالين من قاعة المحكمة.
في السنوات الثلاث التي انقضت منذ حادثة إطلاق النار في تشارلستون، أزالت تكساس 31 نصبًا تذكاريًا، أكثر من أي ولاية أخرى. وفقًا لمركز قانون الفقر الجنوبي تمت إزالة ما لا يقل عن 114 نصبًا كونفدراليًا من الأماكن العامة خلال نفس الفترة.
وفقًا لدراسة أجريت في أبريل 2020 من المرجح أن تتم إزالة الآثار الكونفدرالية في المناطق التي بها عدد كبير من السكان السود والديمقراطيين، وفصل من الجمعية الوطنية للنهوض بالملونين، وحيث تتمتع المجالس التشريعية في الولايات الجنوبية بسلطة إصدار أمر الإزالة.

## الأنصار
- تأسس مشروع «Make It Right» في عام 2018 للتشجيع على إزالة الآثار الكونفدرالية.[22]
- قام المتظاهرون في الحركة التي احتجوا فيها على مقتل جورج فلويد بهدم تمثال جيفيرسون ديفيس في شارع النصب التذكاري في ريتشموند فيرجينيا.
- كان من المقرر عقد المؤتمر الدولي السنوي الثاني "Take 'Em Down" في الفترة من 22 إلى 24 مارس 2019 في جاكسونفيل فلوريدا. لقد تم «تصميمه للاحتفال والاحتفال والمواءمة الاستراتيجية لجهود المؤتمر». عُقد المؤتمر الأول في الفترة من 22 إلى 24 مارس 2018 في نيو أورلينز.[23]
- نشر مركز قانون الحاجة الجنوبي تقريرًا موسعًا في عام 2016 عن النصب التذكارية الكونفدرالية في الأماكن العامة، ويحتفظ بقائمة محدثة على الإنترنت.